# Theodor Kalepky
Theodor Kalepky (* 2. November 1862 in Neusorge, Kaukehmen; † 10. Oktober 1932 in Berlin) war ein deutscher Romanist und Sprachwissenschaftler.

## Leben
Theodor Kalepky bestand das Abitur 1880 in Wehlau. 1891 wurde er an der Universität Berlin von Adolf Tobler promoviert und war dann Lehrer am Falk-Realgymnasium Berlin. Seine französische Syntax erschien in 12 Teilen über 34 Jahre (mit Unterbrechung wegen eines Nervenleidens) in der Zeitschrift für romanische Philologie. Vier Jahre vor seinem Tod veröffentlichte er das ehrgeizige Werk Neuaufbau der Grammatik als Grundlegung zu einem wissenschaftlichen System der Sprachbeschreibung, worin er in Fortsetzung von Philipp Wegener dem Außersprachlichen eine wichtige kommunikative Funktion einräumte. Er zählt deshalb zur Frühgeschichte der linguistischen Pragmatik.

## Veröffentlichungen (Auswahl)
- Von der Negation im Provenzalischen. 1891. Hansebooks, Norderstedt 2017. (Dissertation)
- Zur französischen Syntax. In: Zeitschrift für Romanische Philologie 18, 1894. 159–174, 498–512. 20, 1896, 277–315. 23, 1899, S. 491–513. 25, 1901, S. 322–340. 1907, S. 453–472. 32, 1908, S. 678–685. 33, 1909, S. 711–719. 34, 1910, S. 523–529. 36, 1912, S. 468–476. 46, 1926, S. 618–644. 48, 1928, S. 53–76.
- Lexikographische Lesefrüchte. 1. Berichtigungen und Ergänzungen zu allen französischen, bzw. französisch-deutschen Wörterbüchern, insbesondre zu Sachs-Villatte, nebst Supplement, Hatzfeld-Darmsteter-Thomas und Littré. In: Programm Falk-Realgymnasium Berlin 99, 1900.
- Der Unterschied zwischen Imparfait und Passé défini und seine schulmäßige Behandlung. In: Programm Falk-Realgymnasium Berlin 106, 1904.
- Lexikographische Lesefrüchte. 2. Wörter und Wortzusammensetzungen, die in den vorhandenen französischen, bzw. französisch-deutschen Wörterbüchern noch nicht verzeichnet sind. Programm Falk-Realgymnasium Berlin 112, 1909.
- Die Modi des französischen Verbs. In: Zeitschrift für französische Sprache und Literatur 50, 1927, S. 450–463.
- Neuaufbau der Grammatik als Grundlegung zu einem wissenschaftlichen System der Sprachbeschreibung. Teubner, Leipzig 1928.
- Von den sogenannten "Konjunktionen" im Neufranzösischen. In: Behrens-Festschrift dargebracht von Schülern und Freunden. Jena 1929, S. 86–105.(Zeitschrift für französische Sprache und Literatur. Supplementheft)